# Governors Island
Governors Island (deutsch Gouverneursinsel) ist eine rund 70 Hektar große Insel in der Upper New York Bay in New York City im US-Bundesstaat New York und gehört zum Borough Manhattan. Die Insel liegt etwa 730 m vor der Südspitze Manhattans und etwa 400 m westlich vom Stadtteil Red Hook in Brooklyn, hier getrennt vom sogenannten Buttermilk Channel. Der Name der Insel geht auf das Jahr 1698 zurück, als New York noch eine englische Kolonie war und die Kolonialversammlung die Insel für die ausschließliche Nutzung durch den königlich-britischen Gouverneur New Yorks reserviert hatte.
Von 1776 bis 1966 dienten auf der Insel errichtete Gebäudekomplexe als Stützpunkt der US-Armee. Anschließend war die Insel bis 1996 eine Basis der US-Küstenwache. Am 31. Januar 2003 wurde die Kontrolle über den Großteil der Insel (607.000 m²) dem Bundesstaat New York übertragen und sie wurde bis 2010 von der Governors Island Preservation and Education Corporation (GIPEC), einer öffentlichen Gesellschaft des Staates New York, verwaltet. 2010 übergab man Governors Island der Stadt New York City und die Kontrolle über die Insel übernahm die städtische Trust for Governors Island. Die verbleibenden 89.000 m² bilden mit ihren zwei historischen Festungen das 2001 gegründete Governors Island National Monument.
Der nördliche Teil der Insel mit den historischen Bauten ist seit 2005 öffentlich zugänglich. Dort befindet sich auch ein Fähranleger. Direkt vor dem Ufer ragt ein Luftschacht des Brooklyn-Battery-Tunnels aus dem Wasser. Für den größeren, südlichen Teil wurde ein landschaftsarchitektonischer Wettbewerb durchgeführt, auf dessen Grundlage die Insel zu einem neuen Freizeit- und Erholungspark im Herzen New Yorks umgestaltet wurde. Die Insel bietet einen guten Blick auf die Freiheitsstatue, Ellis Island, New Jersey, Lower Manhattan und die östlich davon gelegenen Hafenanlagen von Brooklyn. Am südöstlichen Ufer befindet sich der Fähranleger Yankee Pier, zwei weitere Piers im Süden haben keine öffentliche Nutzung. Die Insel ist komplett von einer Uferpromenade umgeben.

## Nationalpark Governors Island National Monument
Im Norden der Insel liegt das Governors Island National Monument. Mit der Presidential Proclamation „7402“ von Bill Clinton vom 19. Januar 2001 wurde die US-Regierung beauftragt, zwecks Erhaltung von Fort Jay, Castle Williams und weiterer Gebäude ein Nationaldenkmal zu errichten. Mit der Presidential Proclamation „7647“ von George W. Bush vom 7. Februar 2003 wurde dies formell bestätigt. Die Gedenkstätte vom Typ eines National Monuments wurde dem US-Innenministerium übergeben und wird vom National Park Service verwaltet.
Der Nationalpark nimmt eine Fläche von etwa neun Hektar ein. Das Eingangstor zu Fort Jay aus den Jahren 1794–1796 ist das älteste Bauwerk auf Governors Island. Das Fort Jay selbst wurde 1806 bis 1809 und das Castle Williams von 1807 bis 1811 als Teil des Küstenbefestigungssystems errichtet. Castle Williams diente später auch als Militärgefängnis. Das zum Nationaldenkmal zugehörige „Admiral’s House“ als Sitz des Kommandanten liegt etwas außerhalb vom Nationalpark. Von den 1870er Jahren bis 1966 war die Anlage ein wichtiges Hauptquartier der US-Armee. Die Wohngebäude und Infrastruktur rund um die beiden Festungen sind heute Teil der Governors Island National Historic Landmark District und enthält über 60 Gebäude.
Die Insel und das Nationaldenkmal sind seit 2005 während der Sommermonate geöffnet. Im ersten Jahr zählte Governors Island 8000 Besucher, 2009 waren es 275.000 und im Jahr 2018 bereits 800.000 Besucher.

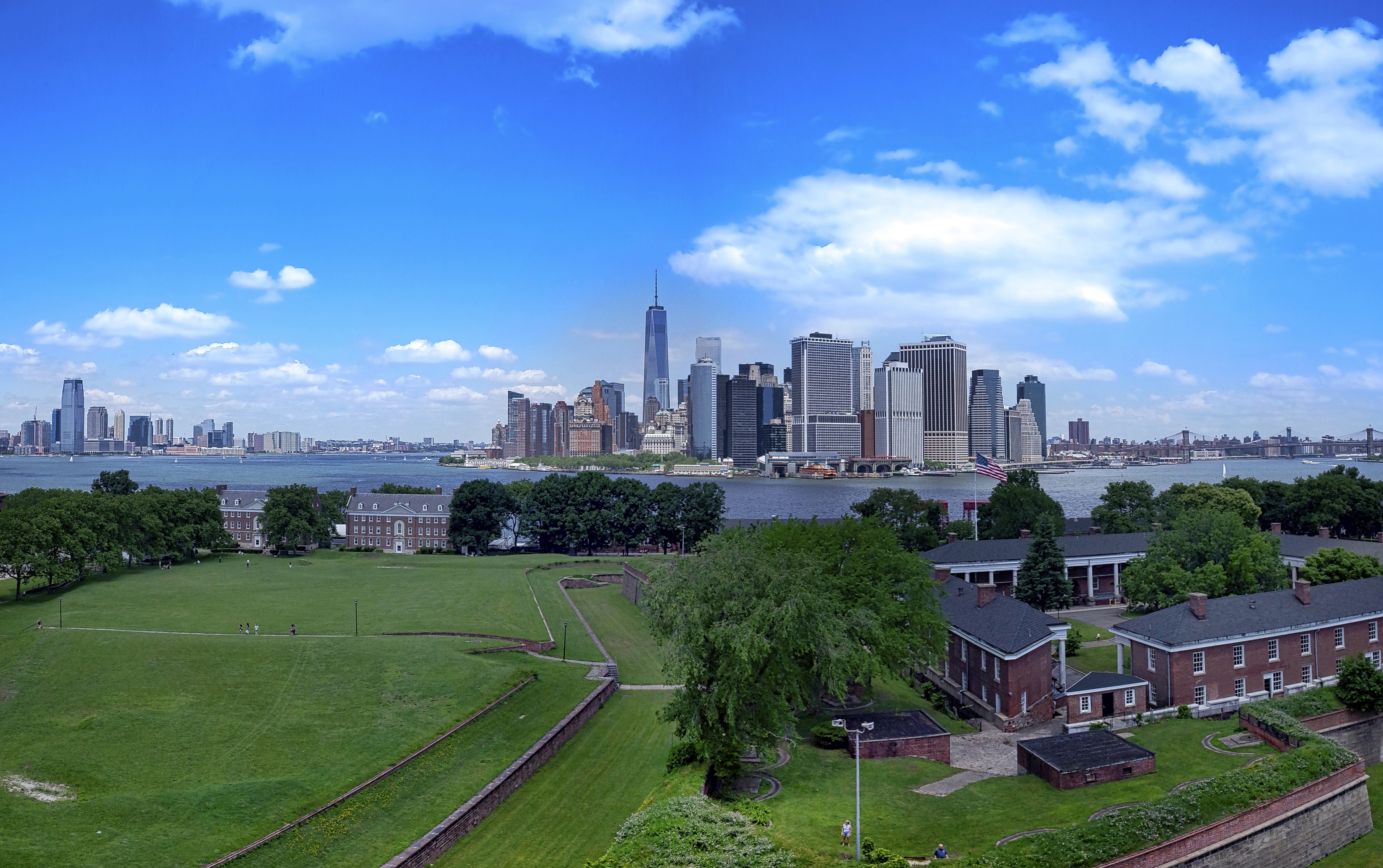
Blick über Fort Jay auf Lower Manhattan
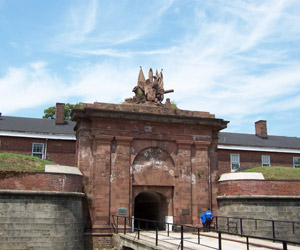
Eingangstor zu Fort Jay
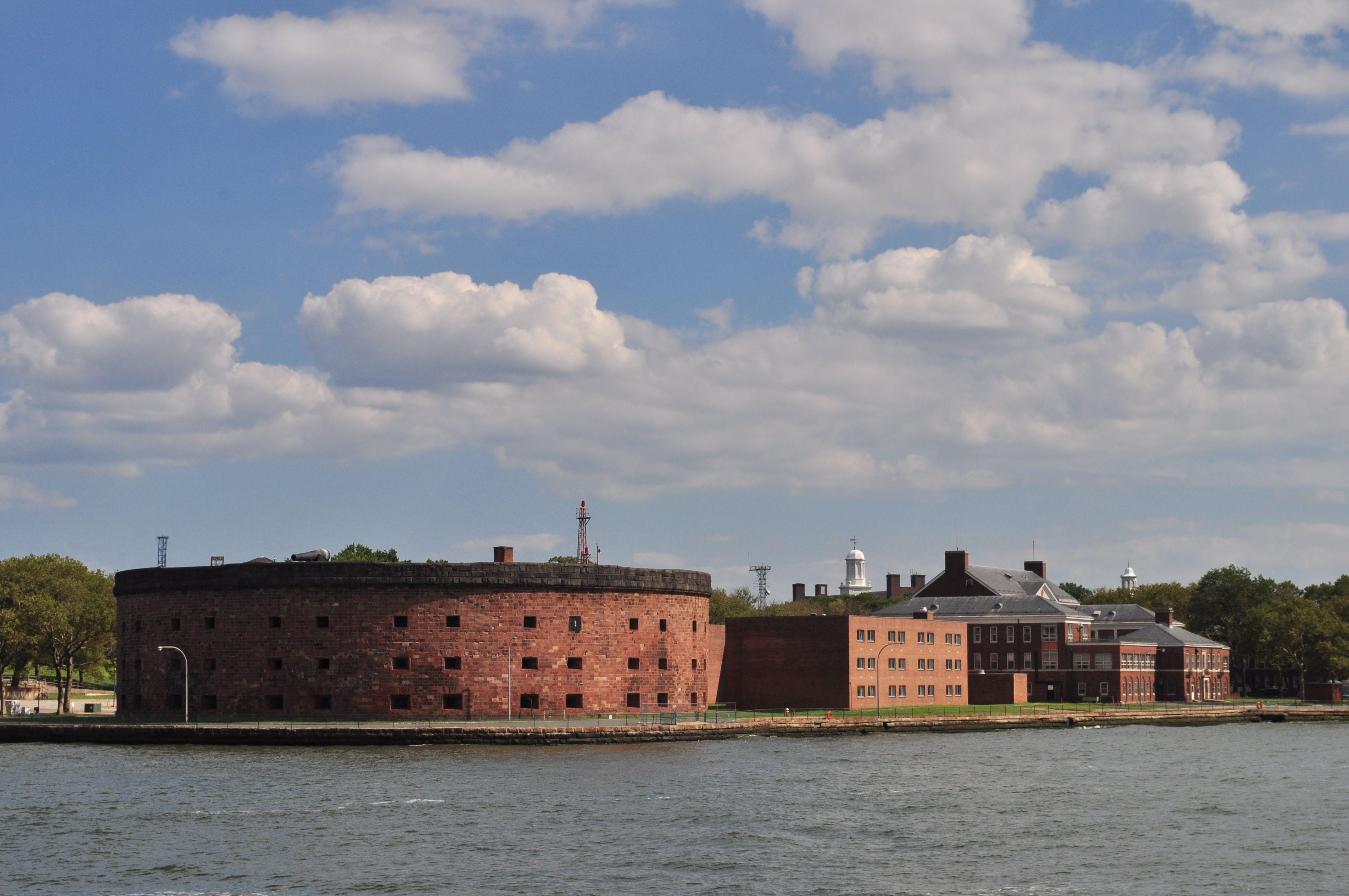
Castle Williams
Castle Williams
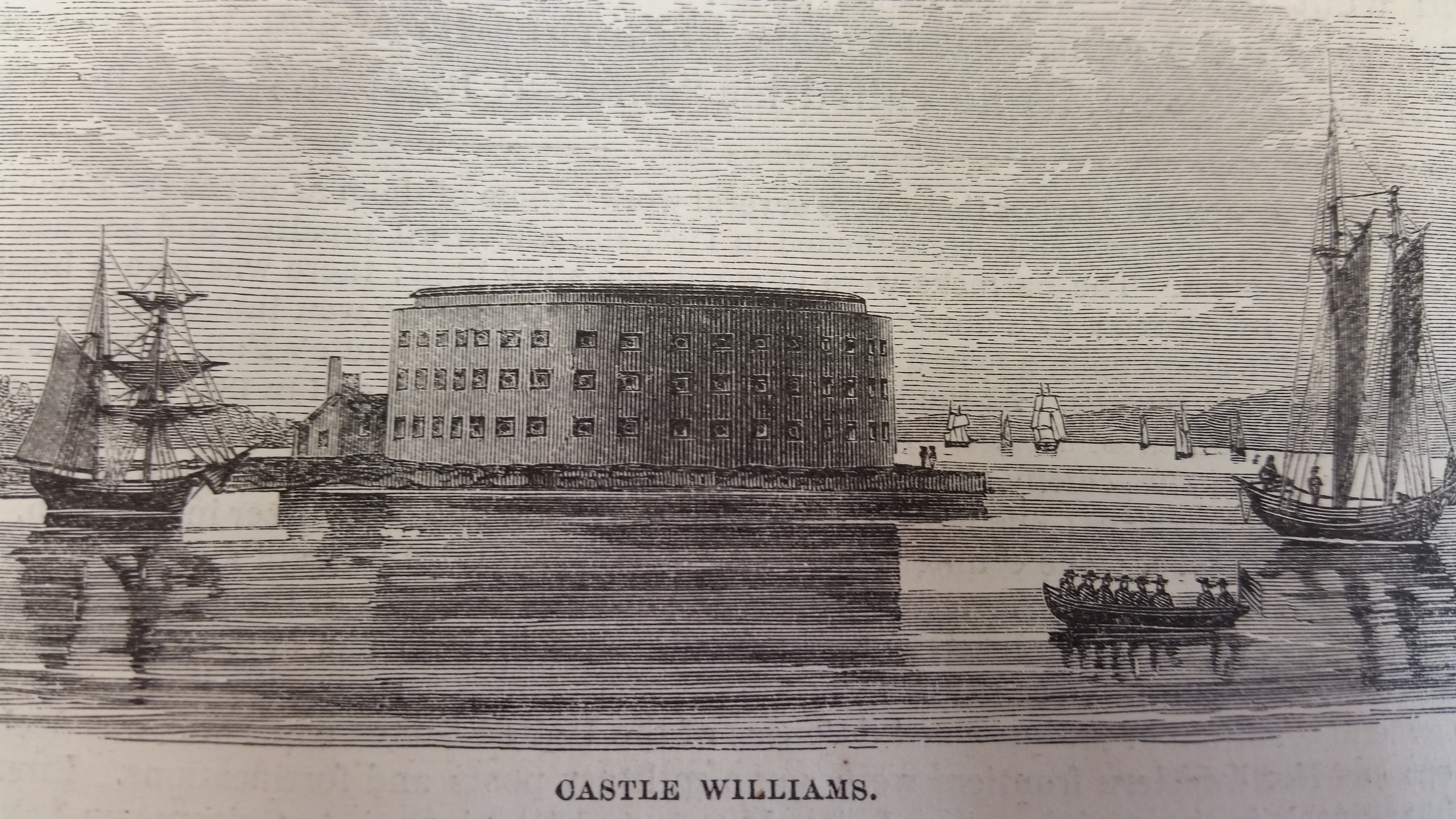
Castle Williams, Innenhof
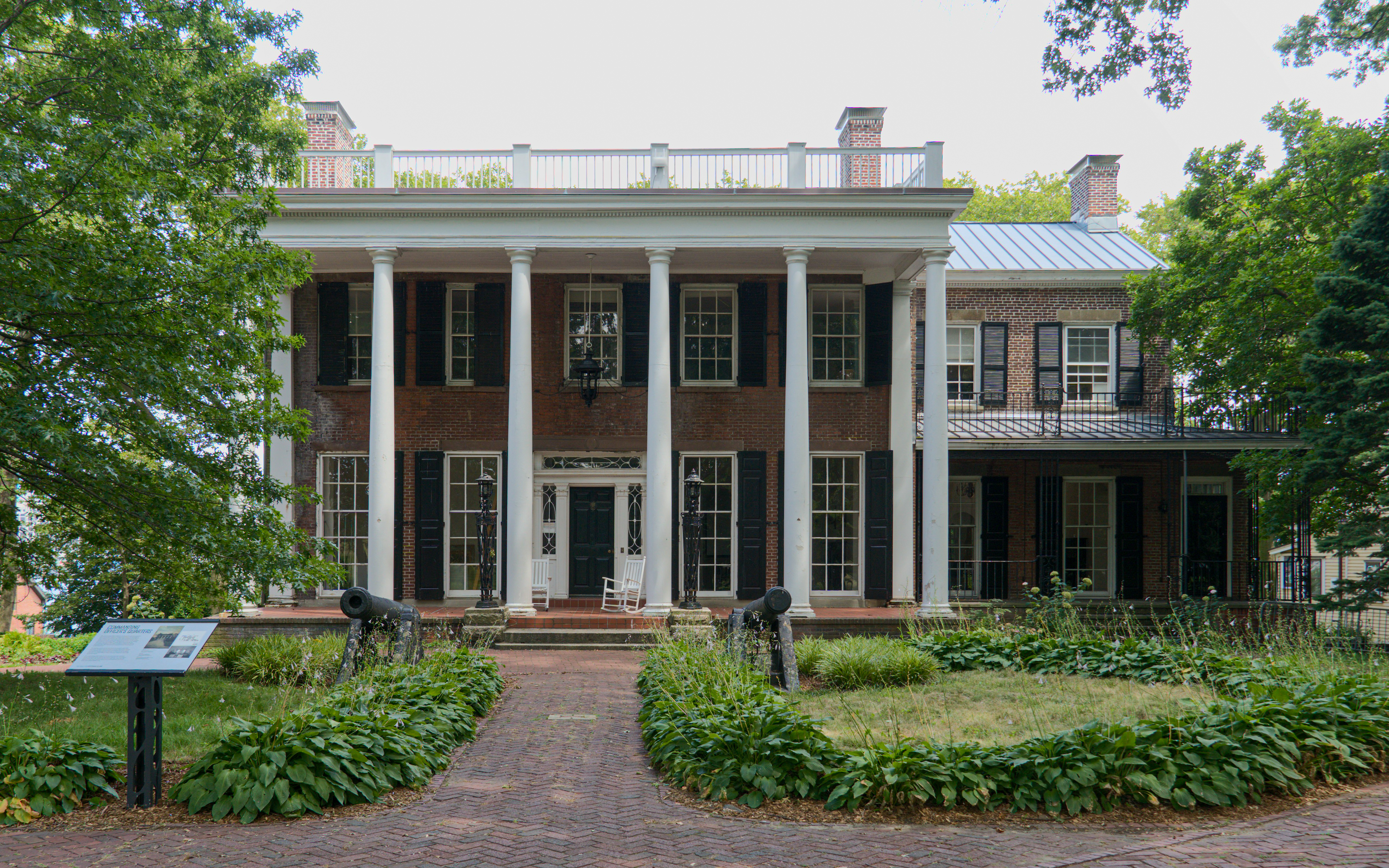
Admiral’s House

## Geschichte
Die Insel, die zunächst von den Lenape-Indianern zum Sammeln von Nüssen und zum Fischen genutzt worden sein dürfte, war der ursprüngliche Standort der niederländischen Handelskolonie, die später zur Insel Manhattan verlegt wurde und dort die Siedlung Neu-Amsterdam bildete. Etwas später wurde die Insel von Wouter Van Twiller, dem Generaldirektor von Neu-Niederlande, für die Kolonie von den Lenape-Indianern erworben. Später wurde die Siedlung von den Briten eingenommen und in New York umbenannt.
Mit Beginn des Amerikanischen Unabhängigkeitskrieges ordnete George Washington 1776 kurz vor der Schlacht von Long Island – der ersten größeren Schlacht der neuen US-Armee und zugleich die größte Schlacht des Krieges – an, die Insel mit Erdwerken zu befestigen. Die auf der Insel postierte Artillerie deckte den Rückzug der damals als Kontinentalarmee bezeichneten US-Armee und bewahrte die Revolution so vor einem raschen und vernichtenden Ende. Allerdings wurde die Stadt New York, die zunächst unter britischer Kontrolle verblieb, während der restlichen Dauer des Konflikts Operationsbasis der Briten in Amerika.
Mit der 1783 erworbenen Unabhängigkeit waren New York und die neue Nation entschlossen, zukünftige feindliche Besetzungen der Stadt und ihrer strategisch wichtigen Wasserstraßen zu verhindern. Daher wurden noch vor dem Krieg mit den Briten von 1812 zwei Festungen auf der Insel errichtet, die Teil eines weitläufigen Systems zur Verteidigung der Küste waren, zu dem auch Castle Clinton (auch Fort Clinton) an der Südspitze Manhattans gehörte. Die erste Festung, Fort Jay, besitzt einen quadratischen Grundriss mit fünf Bastionen. Sie wurde in den 1790er Jahren an der Stelle der ursprünglichen Erdwerke errichtet und hieß von 1806 bis 1904 nach Christoph Kolumbus Fort Columbus. Der neuere Name erinnert an einen Gerichtsvorsitzenden und Politiker. Die zweite Festung, das im Jahre 1811 fertiggestellte Castle Williams, besitzt einen runden Grundriss mit Kasematten. Die beiden Festungen gehören zu den besten erhaltenen Beispielen für die aus Systemen bestehende US-amerikanische Küstenbefestigung. Dabei stellt Fort Jay ein Beispiel für das erste Befestigungssystem und Castle Williams ein solches für das zweite Befestigungssystem dar.
Während des Sezessionskrieges (1861–1865) diente Castle Williams als Gefangenenlager für im Krieg gefangen genommene konföderierte Soldaten, während in Fort Jay gefangen genommene konföderierte Offiziere festgehalten wurden. Nach dem Krieg wurde Castle Williams als Militärgefängnis genutzt und wurde so für die Ostküste das Gegenstück zu Fort Leavenworth, Kansas sowie Alcatraz, Kalifornien.
1878 wurden die militärischen Installationen auf der Insel, die zu dieser Zeit insgesamt als Fort Columbus bezeichnet wurden, ein Hauptzentrum der Armeeverwaltung. 1909, zum 300. Jubiläum der Entdeckung Manhattans, flog Wilbur Wright von Governors Island aus über den Hafen New Yorks. 1939 wurde die Insel das Hauptquartier der 1. US-Armee. In dieser Funktion diente die Insel als maßgeblicher Stützpunkt bei der Einschiffung von Soldaten für die Europäischen Fronten im Zweiten Weltkrieg.
Als das Militär die Insel 1966 verlassen hatte, wurde sie zur größten Basis der US-Küstenwache umgewidmet. Für deren Angehörige entstand auf der Insel eine eigene Infrastruktur mit Schulen, Kirchen und einem Theater. Die 1997 erfolgte Schließung dieser Basis beendete die über zwei Jahrhunderte dauernde Nutzung der Insel als Bundeseinrichtung. Am 4. Februar 1985 wurde Governors Island zu einem National Historic Landmark erklärt und in das National Register of Historic Places eingetragen.
Vor der Erbauung des LaGuardia Airport in Queens war die Insel als Standort für einen städtischen Flughafen vorgesehen. 1988 war die Insel Schauplatz des Gipfeltreffens in New York zwischen US-Präsident Ronald Reagan und KPdSU-Generalsekretär Michail Gorbatschow.

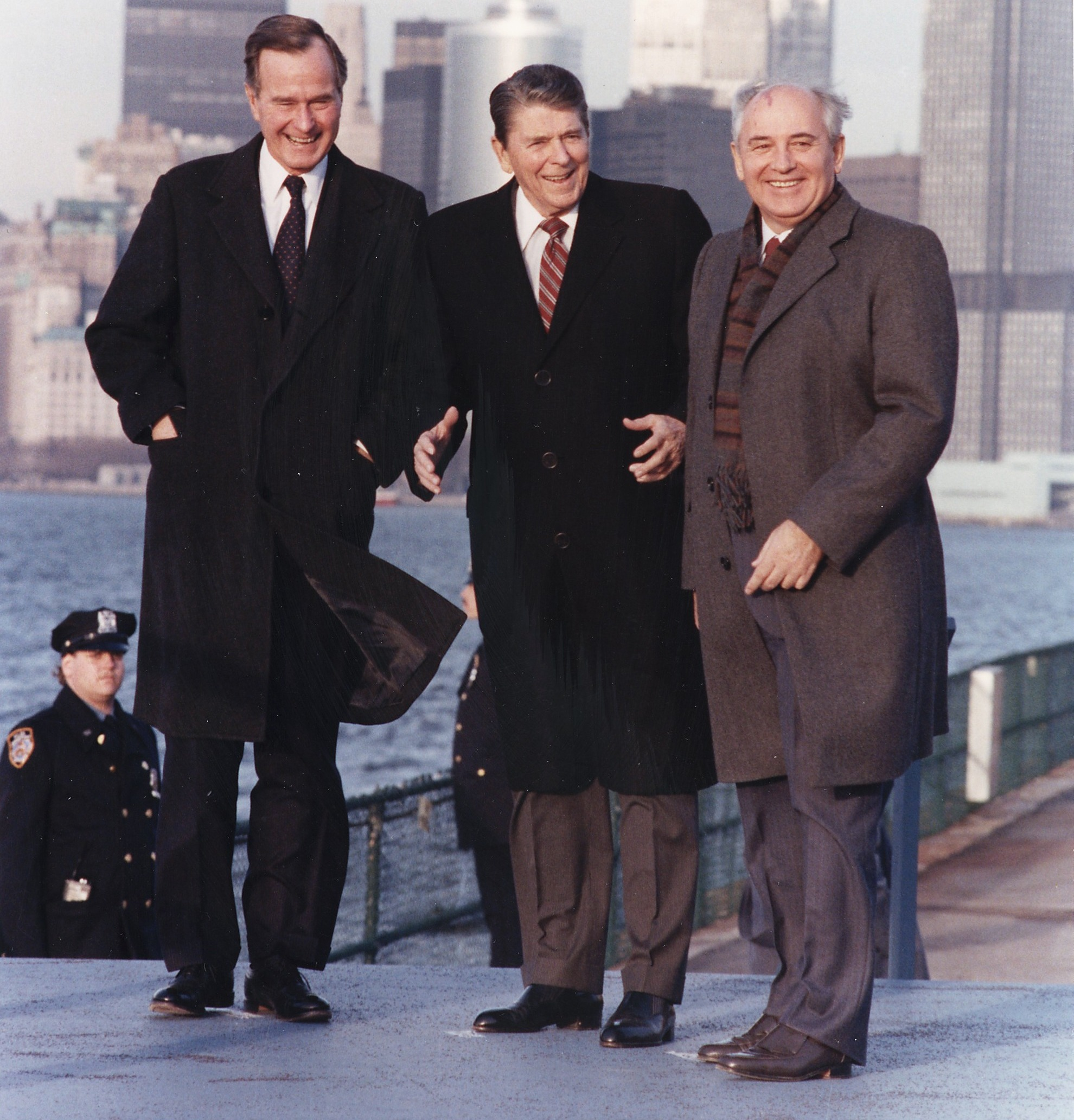
Treffen von Bush, Reagan und Gorbatschow 1988
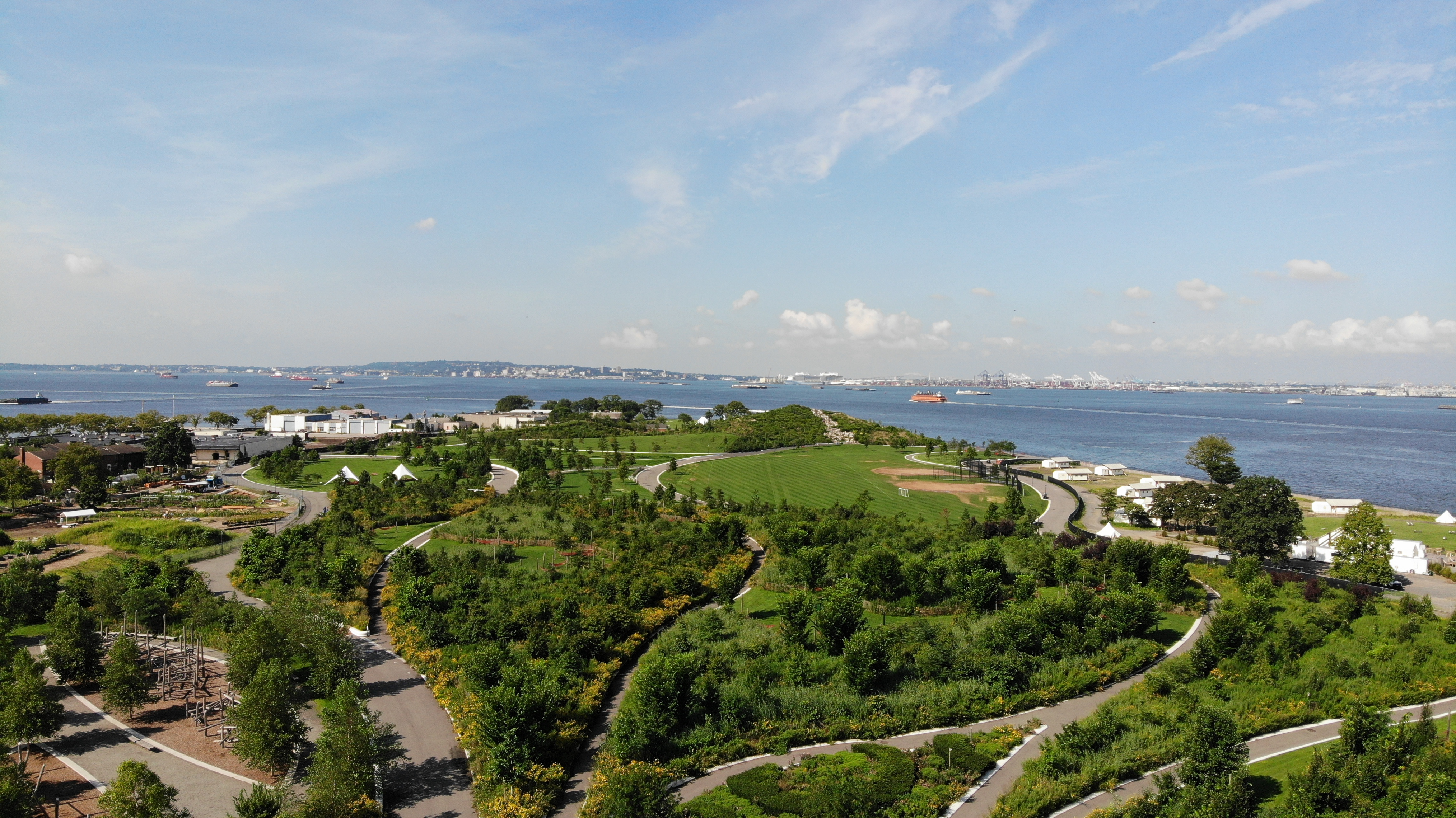
Neu errichtete Parklandschaft 2018
Theater
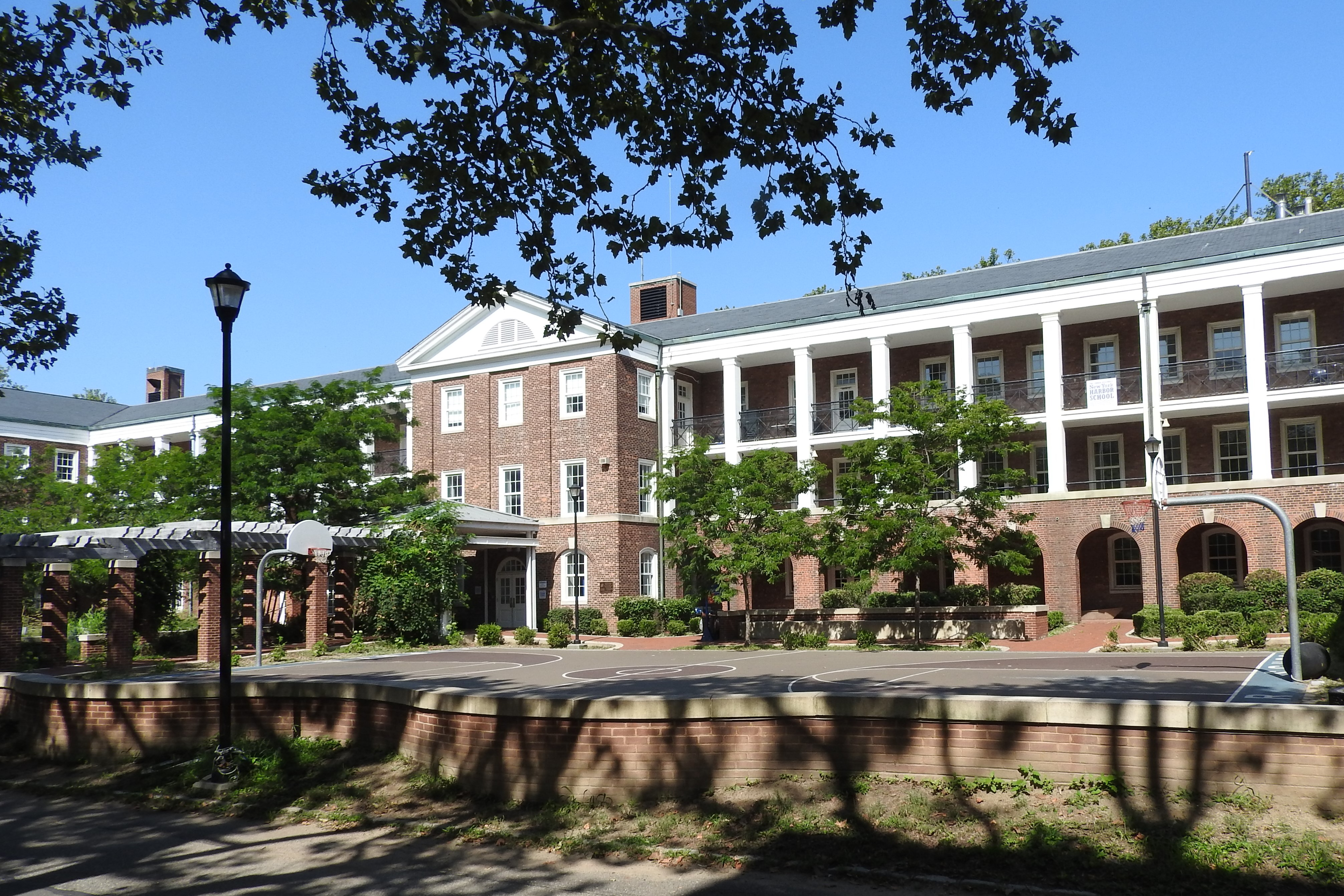
New York Harbor School
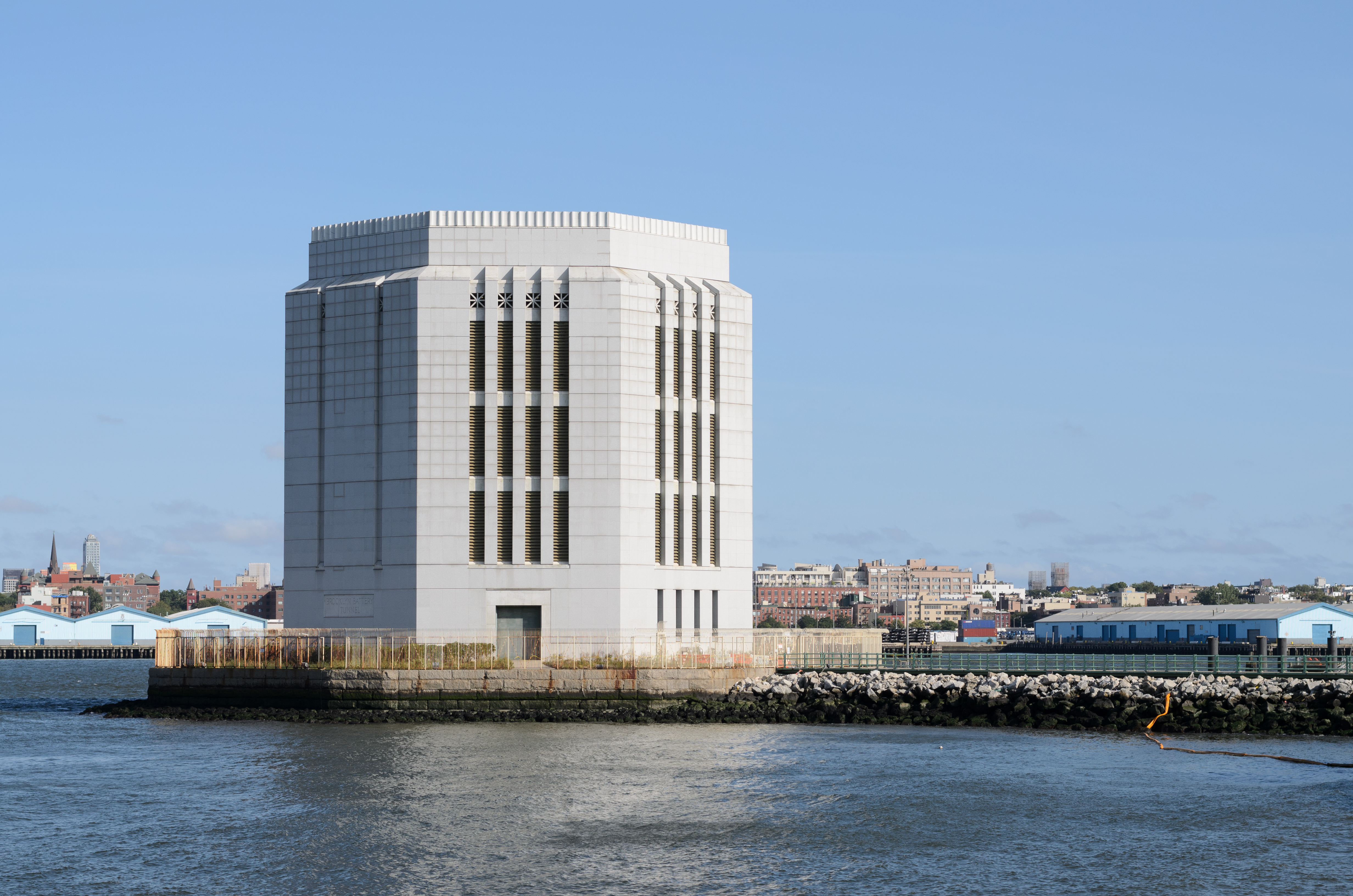
Lüftungsbauwerk des Brooklyn-Battery Tunnels
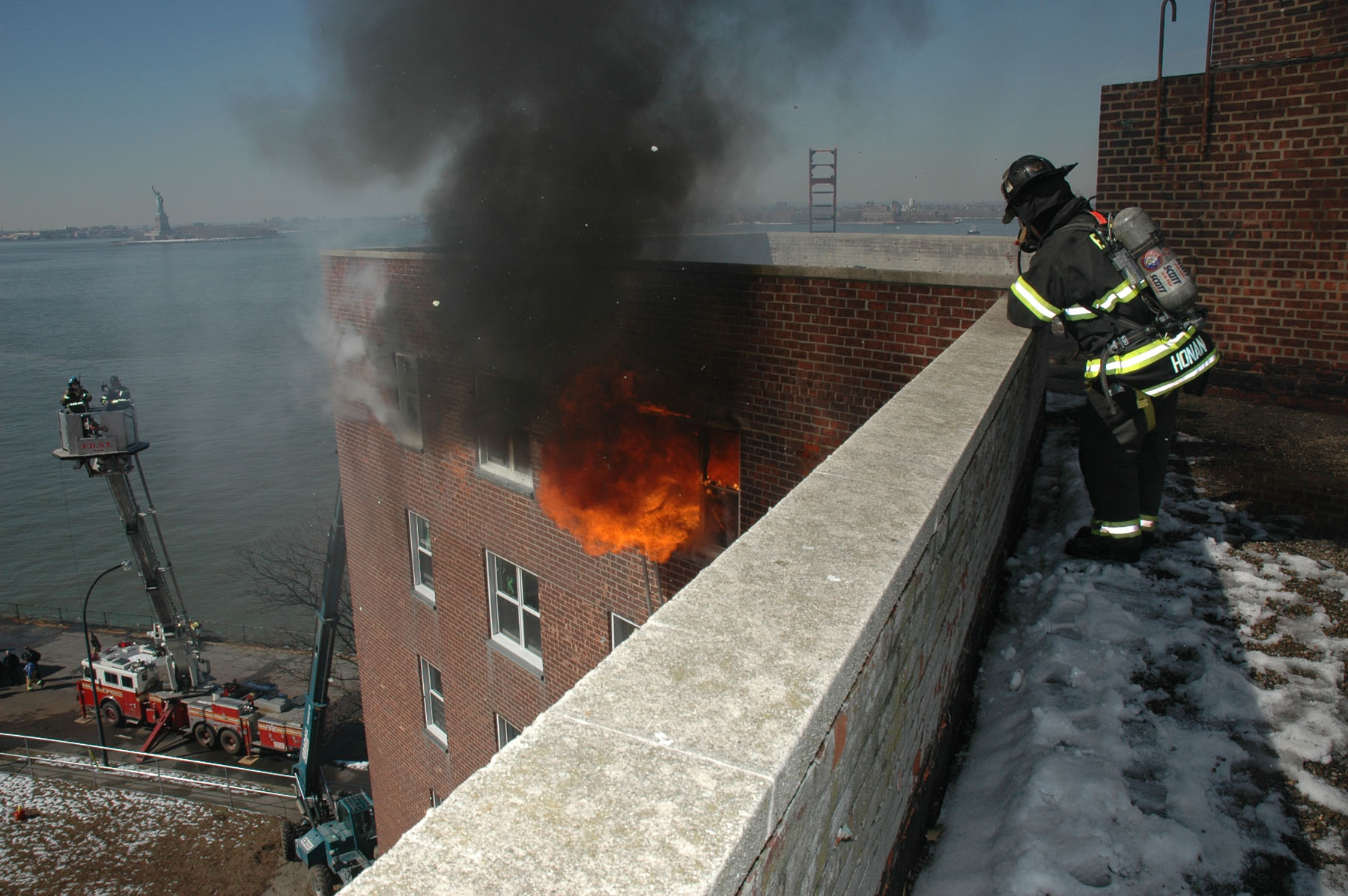
Brandversuche 2008, links im Bildhintergrund die Freiheitsstatue

### Umgestaltung
Nach Auflösung der Küstenwachen-Basis vereinbarten im Jahr 2000 der Staat und die Stadt New York, Governors Island künftig für die Öffentlichkeit umzugestalten und zugänglich zu machen. 2001 wurden im Norden der Insel 8,9 ha zum Nationaldenkmal Governors Island National Monument ernannt und unter die Verwaltung des National Park Service gestellt. Am 31. Januar 2003 übergab man die restlichen 61,1 ha Land sowie 13 ha Wasserfläche dem Bundesstaat New York. Die Übertragung beinhaltete die Vorgabe, die Insel nicht für Wohnzwecke und Glücksspieleinrichtungen wie Casinos zu nutzen. Die Vereinbarungen sahen des Weiteren vor, 16 ha für eine Parklandschaft umzugestalten und weitere 20 ha für Kultur- und Bildungseinrichtungen zu nutzen. 2005 konnten die ersten 8000 Besucher auf der Insel begrüßt werden. Im Jahr 2010 übergab die US-Regierung der Stadt New York City die Insel. Die Stadt hat anschließend 260 Millionen US-Dollar an Kapitalmitteln für die Umwandlung großer Teile der Insel in einen Park bereitgestellt.
Im Jahr 2010 verlegte die 2003 gegründete High School New York Harbor School (NYHS) ihren Standort von Bushwick in Brooklyn auf die Insel, wo sie in das „Building 550“ zog. Seit 2018 bietet Collective Governors Island im Inselwesten einen Retreat mit Indoor- und Outdoor-Unterkünften, Gourmet-Restaurant und Grünflächen. Im September 2019 wurde das „Arts Center“ des Lower Manhattan Cultural Council in einem sanierten ehemaligen Waffenlager am nördlichen Ende der Insel eröffnet. Das Kunstzentrum bietet Galerie-, Ausstellungs- und Aufführungsräume sowie Atelierbereiche für bis zu 40 Künstler. Nahe dem Yankee Pier legte man ein Naturschutzgebiet an. Neben der Parklandschaft entstanden für die Inselgäste Restaurants, Imbisse und Cafés, Spielplätze, Gemeinschaftsgärten und Fahrradverleihstationen. 2018 wurden auf Governors Island 800.000 Besucher gezählt. Die Besuchersaison beginnt am 1. Mai und geht bis in die Herbstzeit.

### Brandversuche
In den Jahren 2008 und 2012 fanden auf Governors Island umfangreiche Brandversuche in den ehemaligen Gebäuden der US-Küstenwache statt. Die Versuche wurden vom National Institute of Standards and Technology, den Underwriters Laboratories und der New Yorker Feuerwehr finanziert durch das Department of Homeland Security durchgeführt. Sie erprobten unter realistischen Bedingungen die Wirksamkeit verschiedener Löschtaktiken an Brandobjekten. Die Taktische Ventilation und die Kontrollierbarkeit von Wind und von Luftströmungen, etwa durch mobile Rauchverschlüsse, wurden ebenso untersucht wie der Einfluss von modernen Konstruktionsmethoden und von höheren Brandlasten durch auf Kunststoffen statt Naturmaterialien basierender Innenausstattung. Die Ergebnisse der Versuchsreihen führten zu Erkenntnissen, die in Teilen eine radikale Änderung der bis dahin verwendeten Methoden zur Brandbekämpfung in den USA bedeuten.

## Fährverkehr
Governors Island ist nur mit Fähren von Manhattan und Brooklyn erreichbar und hat mit Soissons Landing und dem Yankee Pier zwei Fähranlegestellen. 2005 begann zunächst nur an Wochenenden der öffentliche Fährdienst zwischen Manhattan und der Insel. Ab 2010 folgte ein weiterer Wochenendfährdienst zwischen Governors Island und dem Pier 6 im Brooklyn Bridge Park an der Atlantic Avenue in Brooklyn. Im Juni 2011 startete NY Waterway mit mehreren Stationen die East-River-Ferry, die auch Governors Island bediente und am 1. Mai 2017 Teil der East River-Route von NYC Ferry wurde.
Soissons Landing liegt an der Nordküste und hat zwei Anleger. Von hier aus fahren die Fähren zum Fähranleger 7 am Battery Maritime Building, das sich neben dem Whitehall Terminal im Financial District von Manhattan befindet. Die Fahrt dauert etwa sieben Minuten. Diese Fähren werden von „The Trust for Governors Island“ betrieben und verkehren täglich während der Öffnungszeiten.
Der Yankee Pier befindet sich an der Südostküste und wird an Sommerwochenenden von zwei Fährrouten bedient. Eine von The Trust for Governors Island betriebene Route führt in wenigen Minuten zum Anleger im Atlantic Basin in Red Hook, Brooklyn. Die Governors Island-Route (GI) von NYC Ferry, die seit 2019 anstatt der East River-Route die Insel anläuft, verkehrt mit einer Fahrdauer von rund acht Minuten zum Pier 11/Wall Street in Manhattans Financial District, wo sie die anderen sechs NYC Ferry Routen trifft. Beide Yankee Pier Fährstrecken verkehren nur an Wochenenden zu den Öffnungszeiten.

## Personen
Winfield Scott Hancock, General der Unionsarmee im Amerikanischen Bürgerkrieg und ein maßgeblich Beteiligter an der Schlacht von Gettysburg, starb am 9. Februar 1886 auf Governors Island.